# エスプラネード (バンコク)
エスプラネード（タイ語:เอสพลานาด รัชดาภิเษก、英語:The Esplanade）は、タイ王国のバンコクディンデーン区のラチャダー・ピセーク通り (Ratchadapisek Road)にある複合商業施設。
タイ文化センター駅3番出口よりすぐ。100,000 m2以上の売り場面積を持つ。12個の映画スクリーンがあり3,000人を収容できる。映画館の他にも、ボウリング場、カラオケ、アイススケートリンク、フィットネスクラブなどがテナントとして入っている。日本料理店も多い。

## 歴史
- 2006年12月1日 開業
- 2007年10月 第5回ワールド・フィルム・フェスティバルの会場となる。

## テナント
- B1F
  - トップス・マーケット
  - 大戸屋
  - 築地銀だこ
  - 8番らーめん
  - Yayoi（日本食レストラン、やよい軒現地ブランド）
  - Shibuya（日本食レストラン）
  - Tokai（日本食レストラン）
  - 甚右衛門（パスタ）
  - MK Gold（MK金）
  - Shabushi（OISHIグループ）
  - Saigon（ベトナム料理）
  - ダイソー
  - Yamazaki（パン）
- 1F
  - スターバックス
  - マクドナルド
  - カレーハウス CoCo壱番屋
  - Black Canyon Coffee
  - スポーツジム
- 2F
  - すき家
- 3F
  - エスプラネード・シネプレックス（映画館）
  - トイザらス
  - カフェ・カルディ
  - スポーツジム
- 4F
  - Nokia Care Center
  - Nokia（携帯ショップ）
  - ソニー・エリクソン（携帯ショップ）
  - サムスン電子（携帯ショップ）
  - LG（携帯ショップ）
  - モトローラ（携帯ショップ）
  - B2S（本屋）
- 5F
  - エスプラネード・シネプレックス（映画館）
- 6F
  - アイススケート場
  - ボウリング場